# Остання місія янгола: Кохання
Остання місія янгола: Кохання (кор. 단, 하나의 사랑) — південнокорейський романтично-фентезійний серіал що транслювався щосереди та щочетверга з 22 травня по 11 липня 2019 року на телеканалі KBS2. Усі 32 серій серіалу мають українські субтитри на платформі Viki.

## Сюжет
Молода дівчина Лі Йон Со все життя займалась балетом. Її заможні батьки опікувалися культурним фондом та не шкодували на навчання доньки будь-яких коштів, але вони трагічно загинули. На цьому нещастя Йон Со не закінчились, під час виступу, на неї падає люстра і вона втрачає зір. Невдовзі в загадковій аварії загинув особистий помічник та друг родини, який після смерті батьків Йон Со опікувався нею. Всі ці події остаточно зіпсували її характер. Йон Со стала надмірно гордовитою, почала вважати всіх навколо ворогами, вона взагалі нікого не любить та не бачить сенсу в своєму житті. Не допомогло навіть те що лікарям вдалося повернути їй зір. Змінити погляди на життя Йон Со намагається її новий особистий помічник на ім'я Кім Дан. Але з ним не все так просто, виявляється що він янгол, який щоб остаточно потрапити до раю отримав завдання повернути Йон Со довіру до людей та віру в кохання. Працюючи з нею, до Дана починають повертатися спогади з тих часів коли він був людиною. Виявляється що коли він був хлопчиком на ім'я Ю Сон У, він особисто знав Йон Со. В ті часи він мешкав на невеликому острові з батьком алкоголіком який нещадно бив сина. Одного разу Сон У побачивши танець Йон Со на пляжі, був настільки вражений красотою рухів маленької балерини що це залишилося єдиним світлим спогадом його нетривалого життя. Невдовзі він загинув коли тікав від розлюченого п'яного батька. Старі спогади надзвичайно ускладнили Дану виконання отриманого від архангела завдання, а тут ще активізувалися родичі Йон Со які тільки і думають як привласнити її фонд.

## Акторський склад

### Головні ролі
- Сін Хє Сон — у ролі Лі Йон Со. Молода талановита балерина яка після загибелі батьків успадкувала величезний капітал та культурний фонд який опікується балетною трупою. Вона мріє стати примою, але внаслідок трагічного випадку вона втрачає зір та будь-яку надію здійснити свою мрію[2].
- Кім Мьон Су — у ролі Кім Дана / Ю Сон У. Янгол який отримав завдання допомогти Йон Со кого-небудь покохати, і таким чином повернути їй жагу до життя. Натомість він сам закохався в неї, та почав шукати можливість знову стати людиною[3].
- Лі Дон Гон — у ролі Чі Кан У. Відомий режисер балету. Захоплюючись виступами Йон Со до травми, мріє повернути її на сцену[4].
- Кім По Мі[en] — у ролі Гим Ні Ни. Двоюрідна сестра Йон Со, також балерина. Вона все життя заздрила таланту Йон Со та мріяла зайняти її місце, через це вона зовсім не рада поверненню Йон Со на сцену. Але через свою наївність нездатна на підлість.
- До Чі Вон[en] — у ролі Чхве Йон Джі. Мати Ні Ни та Ру Ни, тітка Йон Со, виконавчий директор фонду. Алчна жінка яка мріє привласнити фонд племінниці.
- Кім Ін Квон[en] — у ролі Ху. Архангел який слідкує за виконанням місії Дана.

### Другорядні ролі
- У Хї Джін[en] — у ролі Чан Ю Мі. Секретар Йон Со яка ставиться до неї як до члена родини, та намагається всіляко допомогти подолати важкі часи.
- Гіль Ин Хє[en] — у ролі Гим Ру Ни. Старша сестра Ні Ни яка щоб здійснити мрію сестри здатна на будь-які вчинки.
- Кім Син Ук — у ролі Гим Кі Чхона. Батько Ні Ни та Ру Ни.

## Рейтинги
- Найнижчі рейтинги позначені синім кольором, а найвищі — червоним кольором.
- Серіал транслювався по 2 серії в день.

| Серія           | Прем'єра        | Рейтинг        | Рейтинг     | Рейтинг        |
| Серія           | Прем'єра        | AGB Nielsen    | AGB Nielsen | TNmS           |
| Серія           | Прем'єра        | По всій країні | Сеул        | По всій країні |
| --------------- | --------------- | -------------- | ----------- | -------------- |
| 1               | 22 травня 2019  | 7,3 %          | 7,7 %       | 7,3 %          |
| 2               | 22 травня 2019  | 9,2 %          | 9,5 %       | 7,7 %          |
| 3               | 23 травня 2019  | 6,6 %          | 7,5 %       | 6,3 %          |
| 4               | 23 травня 2019  | 8,6 %          | 8,9 %       | 7,2 %          |
| 5               | 29 травня 2019  | 8,2 %          | 8,6 %       | 7,4 %          |
| 6               | 29 травня 2019  | 9,4%           | 9,7%        | 8,8%           |
| 7               | 30 травня 2019  | 6,7 %          | 6,8 %       | 6,5 %          |
| 8               | 30 травня 2019  | 8,4 %          | 8,7 %       | 7,8 %          |
| 9               | 5 червня 2019   | 6,7 %          | 6,9 %       | 5,9 %          |
| 10              | 5 червня 2019   | 7,9 %          | 8,3 %       | 7,4 %          |
| 11              | 6 червня 2019   | 6,9 %          | 7,7 %       | 6,9 %          |
| 12              | 6 червня 2019   | 8,7 %          | 9,7%        | 7,5 %          |
| 13              | 12 червня 2019  | 6,3 %          | 6,6 %       | 6,6 %          |
| 14              | 12 червня 2019  | 7,3 %          | 7,3 %       | 7,6 %          |
| 15              | 13 червня 2019  | 7 %            | 7,2 %       | 5,9 %          |
| 16              | 13 червня 2019  | 7,8 %          | 7,9 %       | 7,5 %          |
| 17              | 19 червня 2019  | 6,8 %          | 7 %         | 6,1 %          |
| 18              | 19 червня 2019  | 7,9 %          | 8 %         | 7 %            |
| 19              | 20 червня 2019  | 6,5 %          | 7,4 %       | 5,3 %          |
| 20              | 20 червня 2019  | 7,9 %          | 8,3 %       | 6,6 %          |
| 21              | 26 червня 2019  | 7,6 %          | 7,7 %       | 6,1 %          |
| 22              | 26 червня 2019  | 8,1 %          | 8,5 %       | 6,7 %          |
| 23              | 27 червня 2019  | 5,8 %          | 6,6 %       | 5,1 %          |
| 24              | 27 червня 2019  | 7,1 %          | 7,9 %       | 6,2 %          |
| 25              | 3 липня 2019    | 5,5 %          | 5,8 %       | 5,6 %          |
| 26              | 3 липня 2019    | 6,6 %          | 6,8 %       | 6 %            |
| 27              | 4 липня 2019    | 5,8 %          | 6,3 %       | Н/Д            |
| 28              | 4 липня 2019    | 7,2 %          | 7,4 %       | 5,1 %          |
| 29              | 10 липня 2019   | 6,8 %          | 7,6 %       | Н/Д            |
| 30              | 10 липня 2019   | 7,8 %          | 8,7 %       | Н/Д            |
| 31              | 11 липня 2019   | 5,1%           | 5,5%        | 4,1%           |
| 32              | 11 липня 2019   | 7,2 %          | 7,7 %       | 5,6 %          |
| Середні рейтинг | Середні рейтинг | 7,3%           | 7,7%        | —              |

## Нагороди
| Рік  | Нагорода               | Категорія                                 | Отримувач                 | Результат | Примітки |
| ---- | ---------------------- | ----------------------------------------- | ------------------------- | --------- | -------- |
| 2019 | 33-тя Премія KBS драма | Нагорода за високу майстерність (акторка) | Сін Хє Сон                | Перемога  | [ 6 ]    |
| 2019 | 33-тя Премія KBS драма | Кращий новий актор                        | Кім Мьон Су               | Перемога  | [ 6 ]    |
| 2019 | 33-тя Премія KBS драма | Краща пара                                | Кім Мьон Су та Сін Хє Сон | Перемога  | [ 6 ]    |
| 2019 | 33-тя Премія KBS драма | Зірка корейської драми                    | Кім Мьон Су               | Перемога  | [ 6 ]    |